# Ouladzimir Karatkievitch

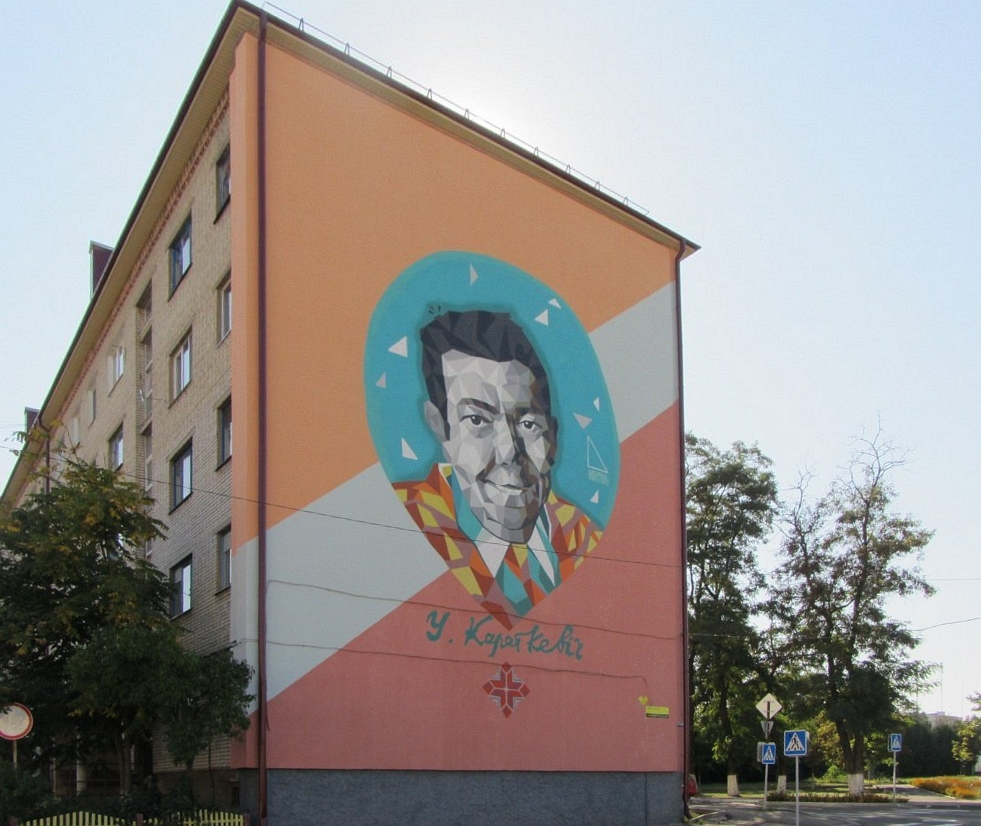
Mur de la maison peinte en l'honneur de Uladzimir Karatkevich à Rahatchow

Ouladzimir Siamionavitch Karatkievitch (en biélorusse : Уладзімір Сямёнавіч Караткевіч) est un écrivain biélorusse né le  26 novembre 1930 à Orcha, près de Vitebsk et décédé le 25 juillet 1984 à Minsk. Ses premières œuvres poétiques sont publiées en 1951. Il a travaillé comme critique littéraire et comme traducteur.

## Biographie
Karatkievitch est né en 1930 à Orcha, dans la voblast de Vitebsk. En 1954, il termine ses études à l'Université de Philologie de Kiev. Il enseigne d'abord dans une école villageoise des environs de Kiev, puis dans sa ville natale d'Orcha. Plus tard, à Moscou, il étudie la littérature (1960) et la cinématographie (1962).
Par la suite, la littérature devient sa principale occupation. Sa première œuvre publiée est un poème écrit en 1951.

### Romans
- Леаніды ня вернуцца да Зямлі (Нельга забыць) / Les Léonid ne retourneront pas sur la Terre/ (1960—62, publié en 1962)
- Каласы пад сярпом тваім (1962—64, publié en 1965)
- Хрыстос прызямліўся ў Гародні / Le Christ atterrit à Harodnia: (1965—66, publié en biélorusse en 1972)
- Чорны замак Альшанскі /Le Château noir d'Alchany/ (1979)
- Дзікае паляванне караля Стаха / La Chasse sauvage du roi Stakh/(1950, 1958, publié en 1964)
- У снягах драмае вясна / Le Printemps endormi dans les neiges/ (1957, publié en 1989)
- Цыганскі кароль / Le Roi des tsiganes (1958, publié en 1961)
- Сівая легенда / Une ancienne légende/ (1960, publié en 1961)
- Зброя / L'Arme /(1964, publié en 1981)
- Ладдзя Роспачы (1964, publié en biélorusse en 1978)
- Чазенія (1966, publié en 1967)
- Лісце каштанаў (1973)
- Крыж Аняліна (œuvre non terminée, publiée en 1988)

## En bref
En 1980, le film, La Chasse sauvage du roi Stakh, réalisé par Valeri Roubintchik, est une adaptation de son roman. 